# Dionna Harris
Dionna Harris, född den 4 mars 1968 i Wilmington, Delaware, är en amerikansk softbollspelare.
Hon tog OS-guld i samband med de olympiska softboll-turneringarna 1996 i Atlanta.